# Sibiti (Congo)
Sibiti è un centro abitato della Repubblica del Congo, situato nella regione di Lékoumou. Aveva una popolazione di 33.887 abitanti nel 2023, data dell'ultimo censimento ufficiale del Paese.